# Andrzej Klawitter
Andrzej Klawitter (ur. 7 czerwca 1952 w Szamocinie, zm. 28 czerwca 2019) – polski pisarz, aforysta, satyryk, autor słuchowisk radiowych.

## Życiorys
Z wykształcenia był ekonomistą, z zamiłowania dziennikarzem (publikował w „Gazecie Regionalnej Powiat”, drukowanej w Nakle nad Notecią, a także współtworzył szubińskie pismo „Pelikan”). Pracę literacką rozpoczął w 1984 roku słuchowiskami SF: „Granica” i „Operacja”, napisanymi dla Programu IV Polskiego Radia.
Następne teksty radiowe: „500.000 DM” i „Twardziel”, wyemitowane zostały w latach 1998–1999 na antenie Polskiego Radia Szczecin i zdobyły wyróżnienie i nagrodę w ogólnopolskim konkursie na słuchowisko ogłoszonym przez PR Szczecin.
Jego debiutem powieściowym była książka z gatunku fikcji politycznej pt. NN, wydana nakładem szczecińskiej oficyny GLOB w 1988 roku. W kolejnych napisał kilka powieści w tym trzy dla młodzieży (Licealiści, Jedynaczka, Ślicznotka. Dwie powieści były drukowane w odcinkach w bydgoskim „Dzienniku Wieczornym” w latach 1991-1992. (Labirynt zazdrości)
Pisał również aforyzmy. Część z nich została opublikowana w zbiorze sentencji – „Księdze aforystyki polskiej XXI wieku (wyd. Videograf II, Katowice 2002 r.).
Mieszkał, pracował i tworzył w Szubinie koło Bydgoszczy.

## Nagrody i odznaczenia
- W 2008 roku pisarzowi przyznano medal im. księdza Jana Kleina – odznaczenie, ustanowione przez Kujawsko-Pałuckie Towarzystwo Kulturalne, wyróżniające działaczy kultury.
- 7 marca 2013 w Bydgoszczy, przyznano mu Nagrodę Literacką im. Klemensa Janickiego za rok 2012 – za „prozę będącą skończoną, artystyczną wizją rzeczywistości i zachodzących w niej złożonych mechanizmów”[2].

## Publikacje
- 2009, Pechowy fart, wyd. TELBIT, Warszawa – powieść dla dorosłych
- 2009, Zazdrośnik, wyd. TELBIT, Warszawa – powieść dla dorosłych
- 2008, Śmierć i dziewczyna, wyd. TELBIT, Warszawa – powieść dla młodzieży
- 2008, Ślicznotka, wyd. TELBIT ISBN 978-83-60848-27-2 – książka dla młodzieży
- 2006, Jedynaczka, wyd. TELBIT ISBN 83-88109-87-1 – książka młodzieżowa
- 1997, Sumienie zła, wyd. LSW, Warszawa – książka poruszająca kwestie rozliczenia z czasami stalinowskimi we wczesnym PRL-u
- 1996, Licealiści wyd. LSW, Warszawa
- Labirynt zazdrości druk w odcinkach w bydgoskim „Dzienniku Wieczornym” w latach 1991–1992
- 1992, Kaja i Anna wyd. „Rebis”, Poznań;
- 1988, NN, wyd. Szczecińska Oficyna GLOB.
- Księga aforystyki polskiej XXI wieku, wyd. Videograf II, Katowice 2002 r.